# Anthology (album des Jackson 5)
Pour les articles homonymes, voir Anthology.
 (mars 2024).
Si vous disposez d'ouvrages ou d'articles de référence ou si vous connaissez des sites web de qualité traitant du thème abordé ici, merci de compléter l'article en donnant les références utiles à sa vérifiabilité et en les liant à la section « Notes et références ».
Albums de The Jackson 5
Greatest Hits
(1971) Joyful Jukebox Music
(1976)
Anthology est une compilation des Jackson 5 parue en 1976.
Elle est rééditée à plusieurs reprises, avec des listes de pistes distinctes.

## Liste des pistes
| No  | Titre                                                                    | Durée |
| --- | ------------------------------------------------------------------------ | ----- |
| 1.  | I Want You Back                                                          | 2:58  |
| 2.  | ABC                                                                      | 2:58  |
| 3.  | Don't Know Why I Love You                                                | 3:50  |
| 4.  | I'll Be There                                                            | 3:59  |
| 5.  | The Love You Save                                                        | 2:58  |
| 6.  | I Found That Girl                                                        | 2:56  |
| 7.  | I Am Love                                                                | 7:30  |
| 8.  | Body Language (Do The Love Dance)                                        | 4:05  |
| 9.  | Forever Came Today                                                       | 6:25  |
| 10. | Mama's Pearl                                                             | 3:01  |
| 11. | Got to Be There                                                          | 3:23  |
| 12. | Goin' Back to Indiana                                                    | 3:30  |
| 13. | Never Can Say Goodbye                                                    | 2:56  |
| 14. | Sugar Daddy                                                              | 2:34  |
| 15. | Maybe Tomorrow                                                           | 4:46  |
| 16. | Get It Together                                                          | 2:47  |
| 17. | Dancing Machine                                                          | 3:24  |
| 18. | Whatever You Got, I Want                                                 | 2:55  |
| 19. | We're Almost There                                                       | 3:41  |
| 20. | Just a Little Bit of You                                                 | 3:14  |
| 21. | All I Do Is Think of You                                                 | 3:11  |
| 22. | Rockin' Robin                                                            | 2:30  |
| 23. | I Wanna Be Where You Are                                                 | 2:59  |
| 24. | Ben                                                                      | 2:42  |
| 25. | That's How Love Goes                                                     | 3:25  |
| 26. | Don't Want to Leave                                                      | 3:05  |
| 27. | Daddy's Home                                                             | 3:07  |
| 28. | Lookin' Through the Windows                                              | 3:44  |
| 29. | Little Bitty Pretty One                                                  | 2:48  |
| 30. | Corner of the Sky                                                        | 3:30  |
| 31. | Skywriter                                                                | 3:10  |
| 32. | Hallelujah Day                                                           | 2:43  |
| 33. | The Boogie Man                                                           | 2:58  |
| 34. | Ain't No Sunshine                                                        | 4:14  |
| 35. | Doctor My Eyes                                                           | 3:13  |
| 36. | Morning Glow                                                             | 3:39  |
| 37. | Music and Me                                                             | 2:43  |
| 38. | The Life of The Party                                                    | 2:33  |
| 39. | Who's Lovin' You                                                         | 3:59  |
| 40. | Teenage Symphony                                                         | 2:55  |
| 41. | I Hear a Symphony                                                        | 3:01  |
| 42. | I Was Made to Love Her                                                   | 3:20  |
| 43. | Let's Get Serious                                                        | 3:34  |
| 44. | You're Supposed to Keep Your Love for Me                                 | 3:41  |
| 45. | Let Me Tickle Your Fancy                                                 | 3:51  |
| 46. | The Young Folks                                                          | 2:54  |
| 47. | I'll Bet You                                                             | 3:16  |
| 48. | Darling Dear                                                             | 2:37  |
| 49. | It's Great to Be Here                                                    | 3:11  |
| 50. | I'm So Happy                                                             | 2:46  |
| 51. | Medley: Sing a Simple Song/Can You Remember (Live from Hollywood Palace) | 2:07  |
| 52. | Love Song                                                                | 3:26  |
| 53. | Touch                                                                    | 3:00  |
| 54. | Hum Along and Dance                                                      | 8:36  |
| 55. | Mama I Gotta Brand New Thing (Don't Say No)                              | 7:11  |
| 56. | It's Too Late to Change The Time                                         | 3:57  |
| 57. | We're Here to Entertain You                                              | 3:02  |